# (8117) Yuanlongping
(8117) Yuanlongping est un astéroïde de la ceinture principale.

## Description
(8117) Yuanlongping est un astéroïde de la ceinture principale. Il fut découvert le 18 septembre 1996 à la station de Xinglong par le programme Beijing Schmidt CCD Asteroid Program. Il présente une orbite caractérisée par un demi-grand axe de 3,03 UA, une excentricité de 0,11 et une inclinaison de 10,5° par rapport à l'écliptique.

## Compléments